# Vecindario de Campoflorido
El Vecindario de Campoflorido o Vecindario General de España es el primer recuento general de población extendido a todos los territorios peninsulares de España, con la excepción del País Vasco y Navarra. Tampoco se recogen datos de los territorios no peninsulares (Baleares, Canarias, plazas africanas o posesiones ultramarinas). También, al mismo tiempo, es el último de los vecindarios tradicionales de la época precensal. Los siguientes instrumentos serán el Catastro de Ensenada (1749, que incluyó el llamado Censo de Ensenada de 1756) y el Censo de Aranda (1768).
Recibe su nombre del marqués de Campoflorido, presidente de la Real Hacienda. Se inició en 1712, año al que corresponden la mayor parte de los datos, y se finalizó en 1717. La finalidad era fiscal, derivada de la necesidad de cubrir los gastos de la guerra de sucesión española que, además permitió al vencedor (Felipe V de Borbón) ignorar las peculiaridades forales de los derrotados territorios de la Corona de Aragón (no así los de los vascos y navarros, que le apoyaban).
Se registró el número de vecinos, condición generalmente asimilada a la de pechero (es decir, contribuyente no privilegiado); pero a veces se recoge separadamente el número de hidalgos, clérigos, viudas y pobres.
La crítica moderna tiende a ajustar sus cifras entre un 20 y un 50 por ciento, al considerar que subvaloraba las reales. Ya en el siglo XVIII, Jerónimo de Ustáriz estimó al alza sus datos, dando un cálculo de 7.500.000 habitantes.